# Ivica Dimčevski
Ivica Dimčevski (en macédonien : Ивица Димчевски), né le 27 juin 1989 à Skopje, est un joueur macédonien de basket-ball. Il évolue au poste d'arrière.